# Nakielno
Nakielno (deutsch Klein Nakel, früher Nakel) ist ein Dorf in der Landgemeinde (Gmina) Wałcz (Deutsch Krone) im Powiat Wałecki (Deutsch Kroner Kreis) der polnischen Woiwodschaft Westpommern.

## Geographische Lage
Das Kirchdorf liegt im Netzedistrikt des ehemaligen Westpreußen, an der Nakeler Lanke, einem südöstlichen Ausläufer des Großen Böthin-Sees, etwa zwölf Kilometer westlich von Wałcz (Deutsch Krone) und 14 Kilometer nordöstlich von Tuczno (Tütz).

## Geschichte

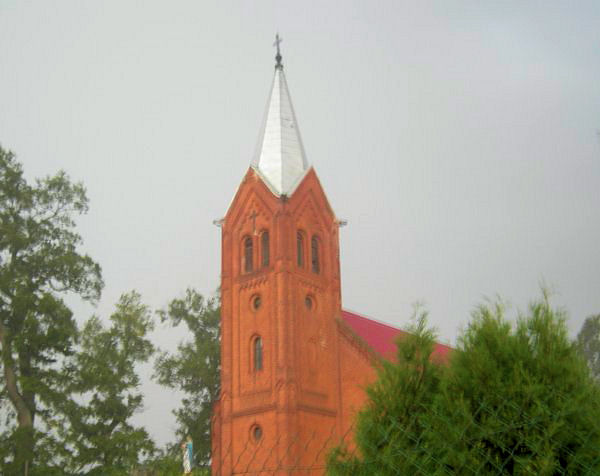
Dorfkirche, bis 1945 Pfarrkirche der katholischen Gemeinde Klein Nakel (Aufnahme 2006)

Ältere Ortsbezeichnungen sind Nakielno (1461) und Nakyelno (1468). Zum Zeitpunkt der preußischen Inbesitznahme gehörte das Dorf dem Grafen Scoraczewski, der auf Storchnest saß. Grundherr um 1783 war ein Lieutenant von Sack. 1805 war ein von Borne Besitzer von Nakel; das Gut war auf 38.000 Taler abgeschätzt.
Um 1930 hatte die Gemeinde Klein Nakel vier Wohnplätze:
- Falkenhayn
- Klein Nakel
- Pilow
- Rehberg

Im Jahr 1945 gehörte Klein Nakel zum Landkreis Deutsch Krone im Regierungsbezirk Grenzmark Posen-Westpreußen der preußischen Provinz Pommern des Deutschen Reichs. Klein Nakel war Sitz des Amtsbezirks Klein Nakel.
Im Februar 1945 wurde Klein Nakel von der Roten Armee besetzt. Nach Beendigung der Kampfhandlungen wurde die Region seitens der sowjetischen Besatzungsmacht zusammen mit ganz Hinterpommern und der südlichen Hälfte Ostpreußens – militärische Sperrgebiete ausgenommen – der Volksrepublik Polen zur Verwaltung überlassen. Es wanderten nun Polen zu. Klein Nakel wurde unter der polnischen Ortsbezeichnung „Nakielno“ verwaltet. Die einheimische Bevölkerung wurde von der polnischen Administration aus Klein Nakel vertrieben.

### Demographie
| Jahr | Einwohner | Anmerkungen |
| ---- | --------- | --- |
| 1783 | –         | adliges Dorf und Vorwerk nebst einer katholischen Kirche und einer Ziegelei, im Netzedistrikt, Kreis Krone, 32 Feuerstellen (Haushaltungen) |
| 1818 | 269       | Hauptgut, adlige Besitzung, Mutterkirche |
| 1910 | 669       | am 1. Dezember, davon 300 im Dorf (59 Evangelische, 241 Katholiken) und 369 im Gutsbezirk (254 Evangelische, 115 Katholiken)                |
| 1925 | 630       | darunter 309 Evangelische und 321 Katholiken                                                                                                |
| 1933 | 605       | [ 6 ] |
| 1939 | 537       | [ 6 ] |

## Kirche
Die Protestanten des Dorfs gehörten zur Pfarrei Lüben.
Die katholische Pfarrkirche des Dorfs war 1641 eine Filiale von Tütz.